# Tettiellona
Tettiellona is een geslacht van rechtvleugeligen uit de familie doornsprinkhanen (Tetrigidae). De wetenschappelijke naam van dit geslacht is voor het eerst geldig gepubliceerd in 1979 door Günther.

## Soorten
Het geslacht Tettiellona omvat de volgende soorten:
- Tettiellona basilewskyi Günther, 1979
- Tettiellona dasynotus Rehn, 1914
- Tettiellona hypsimelathrus Günther, 1956
- Tettiellona solitaria Günther, 1979
- Tettiellona virungana Rehn, 1914